# Matando dinosaurios con tirachinas
Matando dinosaurios con tirachinas es una novela de Pedro Maestre ganadora del Premio Nadal de 1996, es una novela tal vez cortante que trata de la superación del síndrome de Peter Pan (aversión del individuo a crecer) y el fin de las ensoñaciones.
Un joven, de veinticinco años afronta por primera vez su vida de adulto. El protagonista se encuentra con la necesidad de crear una base para sus responsabilidades, para así acabar con una juventud que ha durado en exceso.
Recuerda a su familia con cierta mezcla de cariño y desapego, debido a la imagen de sí mismo que tiene grabada de esa época: gafas de culo de vaso y disfrazado más que vestido.
Sin embargo su infancia la recuerda idílicamente junto a su abuelo, lo cual le causa una nostalgia que, junto a escribir, usa como remedio para todo.
- Datos: Q6005714